# Hamburger SV (női csapat)
Az Hamburger SV sportegyesületének női labdarúgócsapata 1970-ben jött létre. A német első osztályban szerepel.

## Stadion
A klub női szakosztálya a Volksparkstadionban rendezi hazai mérkőzéseit.
2025. március 23-án a Werder Bremen elleni kupaelődöntőben 57 000 szurkoló gyűlt össze a nézőtéren, ezzel a kupaösszecsapás a leglátogatottabb női klubfutball-mérkőzéssé vált német földön.

## Eredmények
- Másodosztályú bajnok (1): 2010–11 (Észak)

## Játékoskeret
2025. augusztus 3-tól
| #  |     | Poszt | Név              |
| -- | --- | ----- | ---------------- |
| 1  | GER | K     | Inga Schuldt     |
| 18 | GER | K     | Laura Sieger     |
| 33 | AUT | K     | Larissa Haidner  |
| 6  | GER | V     | Annaleen Böhler  |
| 13 | AUT | V     | Michela Croatto  |
| 14 | GER | V     | Sophie Profé     |
| 15 | AUT | V     | Annalena Wucher  |
| 20 | GER | V     | Emilia Hirche    |
| 21 | GER | V     | Jaqueline Dönges |
| 31 | GER | V     | Jobina Lahr      |
| 39 | GER | V     | Nina Räcke       |
| 4  | GER | KP    | Melina Bünning   |
| 8  | GER | KP    | Svea Stoldt      |
| 9  | GER | KP    | Melina Krüger    |
| 9  | GER | KP    | Angelina Lübcke  |

| #  |     | Poszt | Név                 |
| -- | --- | ----- | ------------------- |
| 10 | GER | KP    | Carla Morich        |
| 17 | GER | KP    | Mia Büchele         |
| 26 | GER | KP    | Jonna Wrede         |
| 27 | SVK | KP    | Mária Mikolajová    |
| 28 | GER | KP    | Pauline Machtens    |
| 29 | GER | KP    | Leni Eggert         |
| 30 | GER | KP    | Tarah Burmann       |
| 7  | GER | CS    | Vildan Kardeşler    |
| 11 | AUT | CS    | Melanie Brunnthaler |
| 16 | GER | CS    | Christin Meyer      |
| 19 | GER | CS    | Victoria Schulz     |
| 22 | AUT | CS    | Sophie Hillebrand   |
| 23 | GER | CS    | Viktoria Schwalm    |
| 24 | FRA | CS    | Almudena Sierra     |
| 32 | GER | CS    | Lotta Wrede         |

## Korábbi híres játékosok
| - Neele Albrecht - Lisa Baum - Anna Blässe - Jana Braun - Nina Brüggemann - Britta Carlson - Amira Dahl - Marlene Deyß - Marisa Ewers - Alexandra Gärtner - Kathrin Grunwald - Hannah Günther - Sarah Günther - Janina Haye | - Nele Karowski - Kim Kulig - Lilly Krüger - Claudia von Lanken - Dana Marquardt - Larissa Mühlhaus - Lela-Celin Naward - Lena Petermann - Silva Lone Saländer - Catharina Schimpf - Antonia Schmale - Maja Schubert - Almuth Schult - Carolin Simon | - Shelley Thompson - Tanja Vreden - Bianca Weech - Amelie Woelki - Imke Wübbenhorst - Jolina Zamorano - Arjela Lako - Carla Wilson - Markella Koszkeridú - Alexandra Takounda - Aferdita Kameraj - Ana-Maria Crnogorčević |